# Глукометар
Глукометар је уређај за самоконтролу концентрације глукозе, који омогућава брзу информацију о концентрацији глукозе у крви. Самоконтрола концентрације глукозе у крви помоћу глукометра, данас је вероватно највећа предност у контроли шећерне болести након открића инсулина 20-тих година 20. века. Мерење глукозе у крви које је уз помоћ глукометра могуће у било којем тренутку болесниковог живота, помаже превенцији последица врло високих и врло ниских концентрација шећера у крви.
Захваљујући примени једноставних, врло практичних и јефтиних глукометара, упорабљивих чак и за старије особе, особе са оштећеним видом, слухом и/или когницијом, метода је постала доступна великом броју оболелих од шећермне болести. Ваља нагласити да одређивање глукозе помоћу глукометара није референта метода за дијагностиковање дијабетеса, јер по правилу ови апарати поседују непрецизност <5% и нетачност <10%, већ су то одговарајући лабораторијски анализатори у амбулантама. Анализатори у лабораторијама имају строго дефинисане стандарде за већину параметара потребних за добијање тачних резултата, и код њих су дозвољена одступања врло мала. Мада се често саветује пацијентима да мере глукозу увек у истој лабораторији. 

## Принцип рада глукометра
Данашња глукометрија заснива се на примени дигитализованих глукометра који ради на принципу глукозног биосензора уграђеног у дијагностичку тест тракицу глукометра. Биолошки активни слој сензора глукометра садржи ензим глукоза-оксидазу, која се глукозом из узорка периферне крви реагује. Та хемијска реакција уз помоћ трансдуктора претвара се у излазни сигнал, у облику електричне струје разлићитог интензитета између две електроде биосензора.

## Стандардизација глукометара
Глукометри доступни на тржишту морају задовољавати одређене ИСО стандарде који омогућавају правилну кућну самоконтролу глукозе у крви. Такав тренутни стандард у Србији гласи: „да при вредностима глукозе изнад 4,2 mmol/l 95% свих резултата мерења глукометра не смејu прелазити одступање од +/- 20% у односу на резултат добијен лабораторијским мерењем, односно за вредности испод 4,2 mmol/l одступање не сме прелазити +/- 15% .” То значи да ако је стварна измерена концентрација глукозе у крви 5,0 mmol/l допуштена су одступања од +/- 1 mmol/l, а за концентрацију глукозе од 10 mmol/l дозвољена одступања су од +/- 2 mmol/l.

### Поступак мерења глукометром
Поступак мерења шећера у плазми глукометријом спроводи се у више корака:
- Пре глукометрије испитаник треба да опере руке сапуном и млаком водом, и добро их осуши папирним убрусом.
- Потом испитаник полаже руку на подлогу а надланицом шаке надоле.
- Лекар или испитаник одабира јагодицу прста из које ће узети узорак периферне крви.
- Помоћу ланцетара, у који се претходно убаци ланцета (метална иглица) притиском окидач буши се кожа на изабраном прсту или другом делу шаке.

Из кутијице са дијагностичким тракицама узме се једна и на њој означеним делом ставља у отвор глукометра.
- Када се зачује звучни сигнал и појави ознака на дисплеју, глукометар је спреман за употребу.
- Прва капљица крви се обрише
- Узме се глукометар са подлоге, примакне прсту пацијента и врхом тест траке на означеном месту усише се капљица крви.
- Кад је капљица усисана зачује се звучни сигнал, а апарат почиње са одбројавањем секунди до коначног мерења.
- Глукометар се положи на подлогу, и након 5 - 10 секунди на екрану се јавља резултат мерења.
- По завршеном узорковању тупфером вате притисне се јагодица прста како би се зауставило крварење.
- Ведност измерене гликемије апарат уноси у своју меморију, или је лакар уписује у историју болести.Ако је мерење вршио пацијент сам он измерену вредност уноси у дневник самоконтроле узорка (у сатима и данима)
- Потом се тракица вади из глукометра, а ланцета из ланцетара и баца у контејнер за медицински отпад.[3]

## Најчешћи разлози нетачних мерења
- Да би се избегла нетачна мерења обука пацијенат за употребу глукометара мора прерходити њихоовој примени

Неправилна мерења и грешка у поступку приликом коришћења глукометр могу резултовати нетачним резултатима. Најчешћи пропусти који могу довести до грешке у мерењу су:
Тест траке
Истекао рок трајања или неправилно складиштења тест трака по правилу резултује лажно повишеним вредностима, тако да се такве траке више не можете поуздати.
Ако глукометар који поседује пацијент користи тест траке упаковане у бочице, након сваког коришћења тест трака, бочицу треба чврсто затворити, јер  излагање тест трака условима спољашње средине узрокују њихово убрзано пропадање, у израженијим случајевима, чак и пре истека рока трајања.
Кодирање глукометра
Глукометри многих произвођача још увек захтевају кодирање приликом отварања сваке нове кутије тест трака. Код ових произвођача тест траке се од серије до серије разликују по својој осетљивости на шећер у крви. Зато је глукометар потребно „подесити” новим тест тракама, како би исправно мерио вредности шећера у крви. 
У случају да апарат није кодиран, могу се добити вредности које од тачних одступају и више од 40%.
Прање руку или дезинфекција алкохолом места убода
Остаци хране, као и неосушени остаци алкохола на прстима могу и те како утицати на добијени резултат мерења. Зато је препоручљиво: руке, обавезно добро опрати а након употребе алкохола (као средства за дезинфекцију) сачекати да он потпуно испари, пре сваког мерења шећера у крви.
Остаци хране могу се растворити у капљици крви и повећати његову концентрацију, а остаци алкохола разређује узорак или у неким случајевима могу учествовати у самој реакцији која се одиграва унутар тест траке у мерном пољу.
У кућним условима најбоље је убодно место опрати сапуном и топлом водом, осушити и тада почети поступак мерења. У другим условима треба користитити тупфере са алкохолом.
Уклањање прве капи крви
Убод за добијање узорка крви је физичка траума и праћена је лаганим оштећењем ткива, и појавом мала количина сукрвице у првој капи крви, која ће утицати на концентрацију шећера у тој капи.
Исправан начин узимања узорка крви је да се након довољно дубоког убода, прва кап крви на убодном месту уклоните комадом вате, лагано притисне прст и у тако добијеној, другој капи крви, измери вредност шећера.
Кап крви
Мала капљица крви или јако истискивање капљице крви може бити узрок неправилности у мерењу. У случају да је узорак крви премален, или неправилно истиснут глукометар ће пријавити грешку и неће обавити мерење.  
Сваки покушај да се јаким истискивањем добије већа кап крви доводи до распадања ћелија ткива и изласка течности из тих ћелија (сукрвица) заједно са капиларном крви. Како се концентрација шећера у ћелијама разликује од оне у крви, то доводи до нетачних резултата мерења. 
Да би се избегло добијање погрешног резултата, ако убод није био довољно дубок и добије се премала кап крви, поступак треба поновити.